# Anaea venezuelana
Anaea venezuelana är en fjärilsart som beskrevs av Johnson och Comstock 1941. Anaea venezuelana ingår i släktet Anaea och familjen praktfjärilar. Inga underarter finns listade i Catalogue of Life.